# Det Vilde Kor
Det Vilde Kor är det tredje studioalbumet av det norska folk metal-bandet Lumsk. Albumet släpptes 2007 av skivbolaget Tabu Recordings. Texterna är hämtad från Knut Hamsuns diktsamling från 1904 med samma navn.

## Låtlista
1. "Diset Kvæld" – 3:04
2. "Om Hundrede Aar er Alting glemt" – 6:31
3. "Høstnat" – 3:38
4. "Paa Hvælvet" – 2:50
5. "Lad Spille med Vaar over Jorden" – 3:22
6. "Duttens Vise" – 3:22
7. "Svend Herlufsens Ord, del I Min Kærest er som den" – 2:37
8. "Svend Herlufsens Ord, del II Og du vil vide" – 2:23
9. "Svend Herlufsens Ord, del III Jeg har det" – 1:50
10. "Svend Herlufsens Ord, del IV Se, Natten er Livet" – 4:35
11. "Godnat Herinde" – 3:29
12. "Skærgaardsø" – 2:45

- Text: Knut Hamsun
- Musik: Espen W. Godø

## Medverkande
Musiker (Lumsk-medlemmar)
- Espen W. Godø – keyboard, piano, orgel
- Eystein Garberg – gitarr
- Espen Hammer – basgitarr
- Vidar Berg – trummor
- Siv Lena Waterloo Laugtug – violin
- Ketil Sæther – gitarr
- Stine-Mari Langstrand – sång

Bidragande musiker
- Tone Kummervold – sång (mezzosopran)
- Lars Eggen – sång (tenor)
- Andreas Oldervik – sång (bas)
- Ola Bremnes – sång
- Jon Ervik – flygelhorn, trumpet
- Jan Inge Moksnes – klarinett
- Hans Petter Mæhle – violin
- Trond Harald Saltnes – violin
- Wenche Merete Helbæk – oboe
- Ragnhild Torp – viola
- Stine Fagerthun – cello
- Knut Erik Jensen – dragspel
- Simen Husmoen – tuba

Produktion
- Lumsk – producent, ljudtekniker
- Stein Bratland – ljudtekniker
- Mike Hartung – ljudmix
- Cutting Room (Olle Larsson) – mastering
- Per Spjøtvold – omslagsdesign, omslagskonst
- Snorre Hovdal – foto